# Leonardo Uehara
Leonardo Uehara (Pucallpa, 8 de junio de 1974) es un exfutbolista peruano. Jugaba de centrocampista. Tiene 50 años.

## Selección nacional
Fue internacional con la selección de fútbol del Perú. Formó parte de la plantilla que disputó la Copa América 1997.

### Participaciones en Copa América
| Copa              | Sede    | Resultado    |
| ----------------- | ------- | ------------ |
| Copa América 1997 | Bolivia | Cuarto lugar |

## Clubes
| Club                      | País | Año         |
| ------------------------- | ---- | ----------- |
| La Loretana               | Perú | 1994 - 1997 |
| Universitario de Deportes | Perú | 1998        |
| FBC Melgar                | Perú | 1998 - 2003 |
| Atlético Universidad      | Perú | 2004        |
| Alianza Atlético          | Perú | 2005        |
| Real Academia FC          | Perú | 2009        |
| Tecnológico Suiza         | Perú | 2010        |
| Sport Loreto              | Perú | 2012        |
| Defensor San Alejandro    | Perú | 2013 - 2014 |

## Palmarés

### Campeonatos nacionales
| Título    | Club        | País | Año  |
| --------- | ----------- | ---- | ---- |
| Copa Perú | La Loretana | Perú | 1995 |